# Атанас Големинов
Атанас Христов Големинов е участник в Руско-турската война (1877 – 1878), опълченец в Българското опълчение.

## Биография
Атанас Големинов е роден през 1852 година в с. Жиленци, Кюстендилско. През 1868 г. емигрира в Румъния. Работи като дюлгер, известно време и в печатницата на Любен Каравелов в Букурещ. Изпълнява куриерски поръчки на БРЦК. Участва в Сръбско-турската война (1876), като доброволец в четата на Филип Тотю от 9 май 1876 г.
След обявяване на Руско-турската война в 1877 година постъпва в Българското опълчение, във 2-ра рота на I Опълченска дружина на 1 май 1877 година. На 19 май 1877 г. е преведен в 3-та рота. Уволнен е на 1 юли 1878 година. Участва във всички сражения. Награден е с три ордена.
Участва като доброволец и в Сръбско-българска война (1885) в състава на доброволческата македонска дружина.
След Освобождението живее в Кюстендил. Работи като зидар и дърводелец. Участва в изграждането на сградата на Педагогическото училище (сега сградата на общинска администрация – Кюстендил) и сградата на читалище „Братство“ – Кюстендил.
Почетен гражданин на Габрово (1923), почетен гражданин на Кюстендил (1928).